# Daytonaftalen
Daytonaftalen, også kendt som Parisprotokollen eller Dayton-Paris-aftalen (officiel betegnelse: The General Framework Agreement for Peace in Bosnia and Herzegovina), er betegnelsen for den fredsaftale, der afsluttede den tre og et halvt år lange Bosniske krig i Bosnien-Hercegovina, en af krigene i Jugoslavien. Fredsaftalen blev indgået under en fredskonference på Wright-Patterson Air Force Base nær Dayton, Ohio (USA) i perioden 1. – 21. november 1995. Aftalen blev formelt underskrevet i Paris den 14. december 1995.
Fredskonferencen og de dertilhørende forhandlinger blev ledet af USAs udenrigsminister Warren Christopher og hovedforhandler Richard Holbrooke i samarbejde med de to øvrige formænd, EUs særlige repræsentant Carl Bildt og den russiske viceudenrigsminister Igor Ivanov. En central skikkelse i USAs delegation var general Wesley Clark, som senere blev NATOs øverstkommanderende i Europa (for SACEUR) i 1997. Fra Storbritannien deltog generalløjtnant David Leakey som militær repræsentant; han blev senere leder af EUFOR Althea i 2005. The Public International Law & Policy Group (PILPG) fungerede som juridisk rådgiver for den bosniske regering under forhandlingerne.

## Påstande fra Radovan Karadžić
Efter at Radovan Karadžić, som var præsident for den bosnisk-serbiske Republik Srpska, blev arresteret i slutningen af juli 2008 og efterfølgende overført til Haag for at blive stillet for FN's krigsforbryderdomstol (Det internationale tribunal til pådømmelse af krigsforbrydelser i det tidligere Jugoslavien), er visse aspekter af Daytonaftalen atter blevet aktuelle. Dette skyldes Karadžićs påstand om, at den amerikanske chefforhandler Richard Holbrooke havde lovet ham amnesti, såfremt han trak sig fra alle politiske poster. Holbrooke har benægtet, at en sådan aftale fandt sted, men Karadžićs påstande understøttes af oplysninger, der blev tilgængelige omkring oktober 2007.